# Olympische Sommerspiele 2020/Teilnehmer (Iran)
| Gelbes Symbol für Goldmedaillen mit stilisierten Olympischen Ringen | Graues Symbol für Silbermedaillen mit stilisierten Olympischen Ringen | Braundes Symbol für Bronzemedaillen mit stilisierten Olympischen Ringen |
| ------------------------------------------------------------------- | --------------------------------------------------------------------- | ----------------------------------------------------------------------- |
| 3                                                                   | 2                                                                     | 2                                                                       |

Der Iran nahm an den Olympischen Spielen 2020 in Tokio mit 65 Sportlern in 17 Sportarten teil. Es war die insgesamt 18. Teilnahme an Olympischen Sommerspielen.

## Teilnehmer nach Sportarten

### Badminton
| Athleten               | Wettbewerb | Gruppenphase       | Gruppenphase      | Gruppenphase | Gruppenphase | Achtelfinale  | Achtelfinale  | Viertelfinale | Viertelfinale | Halbfinale    | Halbfinale    | Finale        | Finale        | Rang |
| Athleten               | Wettbewerb | Gegner             | Ergebnis          | Punkte       | Rang         | Gegner        | Ergebnis      | Gegner        | Ergebnis      | Gegner        | Ergebnis      | Gegner        | Ergebnis      | Rang |
| ---------------------- | ---------- | ------------------ | ----------------- | ------------ | ------------ | ------------- | ------------- | ------------- | ------------- | ------------- | ------------- | ------------- | ------------- | ---- |
| Frauen                 |            |                    |                   |              |              |               |               |               |               |               |               |               |               |      |
| Soraya Aghaei Hajiagha | Einzel     | F. N. Abdul Razzaq | 2:0 (21:14, 21:7) | 56:63        | 2            | ausgeschieden | ausgeschieden | ausgeschieden | ausgeschieden | ausgeschieden | ausgeschieden | ausgeschieden | ausgeschieden | 15   |
| Soraya Aghaei Hajiagha | Einzel     | He B.              | 0:2 (11:21, 3:21) | 56:63        | 2            | ausgeschieden | ausgeschieden | ausgeschieden | ausgeschieden | ausgeschieden | ausgeschieden | ausgeschieden | ausgeschieden | 15   |

### Basketball

#### Basketball
| Wettbewerb    | Herren |
| ------------- | --- |
| Athleten      | Samad Nikkhah Bahrami Saeid Davarpanah Aaron Geramipoor Hamed Haddadi Mohammad Hassanzadeh Philip Jalalpoor Mohammad Jamshidi Arsalan Kazemi Navid Rezaeifar Mike Rostampour Mohammadsina Vahedi Behnam Yakhchali |
| Coach         | Mehran Shahintab |
| Gruppenphase  | Tschechien (78–84) Vereinigte Staaten (66–120) Frankreich (62–79) |
| Viertelfinale | ausgeschieden |
| Halbfinale    | ausgeschieden |
| Finale        | ausgeschieden |
| Platzierung   | 12. Platz |

### Bogenschießen
| Athleten     | Wettbewerb | Qualifikation | Qualifikation | 1. Runde   | 1. Runde | 2. Runde      | 2. Runde      | Achtelfinale  | Achtelfinale  | Viertelfinale | Viertelfinale | Halbfinale    | Halbfinale    | Finale        | Finale        | Rang  |
| Athleten     | Wettbewerb | Ringe         | Rang          | Gegner     | Ergebnis | Gegner        | Ergebnis      | Gegner        | Ergebnis      | Gegner        | Ergebnis      | Gegner        | Ergebnis      | Gegner        | Ergebnis      | Rang  |
| ------------ | ---------- | ------------- | ------------- | ---------- | -------- | ------------- | ------------- | ------------- | ------------- | ------------- | ------------- | ------------- | ------------- | ------------- | ------------- | ----- |
| Männer       |            |               |               |            |          |               |               |               |               |               |               |               |               |               |               |       |
| Milad Vaziri | Einzel     | 629           | 63            | B. Ellison | 0:6      | ausgeschieden | ausgeschieden | ausgeschieden | ausgeschieden | ausgeschieden | ausgeschieden | ausgeschieden | ausgeschieden | ausgeschieden | ausgeschieden | 33–64 |

### Boxen
| Athleten           | Wettbewerb              | 1. Runde    | 1. Runde | Achtelfinale  | Achtelfinale  | Viertelfinale | Viertelfinale | Halbfinale    | Halbfinale    | Finale        | Finale        | Rang |
| Athleten           | Wettbewerb              | Gegner      | Ergebnis | Gegner        | Ergebnis      | Gegner        | Ergebnis      | Gegner        | Ergebnis      | Gegner        | Ergebnis      | Rang |
| ------------------ | ----------------------- | ----------- | -------- | ------------- | ------------- | ------------- | ------------- | ------------- | ------------- | ------------- | ------------- | ---- |
| Männer             |                         |             |          |               |               |               |               |               |               |               |               |      |
| Daniyal Shahbakhsh | Federgewicht bis 57 kg  | M. Hamout   | 5:0      | L. Álvarez    | RSC           | ausgeschieden | ausgeschieden | ausgeschieden | ausgeschieden | ausgeschieden | ausgeschieden | 9    |
| Shahin Mousavi     | Mittelgewicht bis 75 kg | Y. Moriwaki | 2:3      | ausgeschieden | ausgeschieden | ausgeschieden | ausgeschieden | ausgeschieden | ausgeschieden | ausgeschieden | ausgeschieden | 17   |

### Fechten
| Athleten                                                       | Wettbewerb       | 1. Runde | 1. Runde | 2. Runde    | 2. Runde | Achtelfinale | Achtelfinale | Viertelfinale | Viertelfinale | Halbfinale / Klassifikation | Halbfinale / Klassifikation | Finale / Platzierung | Finale / Platzierung | Rang |
| Athleten                                                       | Wettbewerb       | Gegner   | Ergebnis | Gegner      | Ergebnis | Gegner       | Ergebnis     | Gegner        | Ergebnis      | Gegner                      | Ergebnis                    | Gegner               | Ergebnis             | Rang |
| -------------------------------------------------------------- | ---------------- | -------- | -------- | ----------- | -------- | ------------ | ------------ | ------------- | ------------- | --------------------------- | --------------------------- | -------------------- | -------------------- | ---- |
| Männer                                                         |                  |          |          |             |          |              |              |               |               |                             |                             |                      |                      |      |
| Mojtaba Abedini                                                | Säbel Einzel     | Freilos  | Freilos  | S. Gordon   | 15:10    | Á. Szilágyi  | 7:15         | ausgeschieden | ausgeschieden | ausgeschieden               | ausgeschieden               | ausgeschieden        | ausgeschieden        | 9–16 |
| Ali Pakdaman                                                   | Säbel Einzel     | Freilos  | Freilos  | A. Szatmári | 15:12    | M. Hartung   | 15:9         | Á. Szilágyi   | 6:15          | ausgeschieden               | ausgeschieden               | ausgeschieden        | ausgeschieden        | 5–8  |
| Mohammad Rahbari                                               | Säbel Einzel     | Freilos  | Freilos  | B. Apithy   | 15:13    | L. Samele    | 7:15         | ausgeschieden | ausgeschieden | ausgeschieden               | ausgeschieden               | ausgeschieden        | ausgeschieden        | 9–16 |
| Mojtaba Abedini Mohammad Fotouhi Ali Pakdaman Mohammad Rahbari | Säbel Mannschaft | —        | —        | —           | —        | Freilos      | Freilos      | Italien       | 44:45         | Vereinigte Staaten          | 45:36                       | Ägypten              | 24:45                | 6    |

### Gewichtheben
| Athleten    | Wettbewerb                     | Reißen  | Reißen | Stoßen                | Stoßen                | Zweikampf | Zweikampf | Rang   |
| Athleten    | Wettbewerb                     | Gewicht | Rang   | Gewicht               | Rang                  | Gewicht   | Rang      | Rang   |
| ----------- | ------------------------------ | ------- | ------ | --------------------- | --------------------- | --------- | --------- | ------ |
| Männer      |                                |         |        |                       |                       |           |           |        |
| Ali Hashemi | Schwergewicht bis 109 kg       | 184 kg  | 5      | ohne gültigen Versuch | ohne gültigen Versuch | —         | —         | —      |
| Ali Davoudi | Superschwergewicht über 109 kg | 200 kg  | 2      | 241 kg                | 2                     | 441 kg    | 2         | Silber |

### Kanu

#### Kanurennsport
| Athleten        | Wettbewerb | Vorlauf      | Vorlauf | Viertelfinale | Viertelfinale | Halbfinale    | Halbfinale    | Finale        | Finale        | Rang |
| Athleten        | Wettbewerb | Zeit         | Rang    | Zeit          | Rang          | Zeit          | Rang          | Zeit          | Rang          | Rang |
| --------------- | ---------- | ------------ | ------- | ------------- | ------------- | ------------- | ------------- | ------------- | ------------- | ---- |
| Männer          |            |              |         |               |               |               |               |               |               |      |
| Ali Aghamirzaei | K-1 1000 m | 3:48,609 min | 5       | 3:52,834 min  | 4             | ausgeschieden | ausgeschieden | ausgeschieden | ausgeschieden | 23   |

### Karate

#### Kumite
| Athleten         | Wettbewerb        | Gruppenphase | Gruppenphase | Halbfinale    | Halbfinale    | Finale        | Finale        | Rang |
| Athleten         | Wettbewerb        | Punkte       | Rang         | Gegner        | Ergebnis      | Gegner        | Ergebnis      | Rang |
| ---------------- | ----------------- | ------------ | ------------ | ------------- | ------------- | ------------- | ------------- | ---- |
| Frauen           |                   |              |              |               |               |               |               |      |
| Sara Bahmanyar   | Kumite bis 55 kg  | 2            | 3            | ausgeschieden | ausgeschieden | ausgeschieden | ausgeschieden | 5    |
| Hamideh Abbasali | Kumite über 61 kg | 4            | 4            | ausgeschieden | ausgeschieden | ausgeschieden | ausgeschieden | 7    |
| Männer           |                   |              |              |               |               |               |               |      |
| Sajjad Ganjzadeh | Kumite über 75 kg | 7            | 1            | U. Aktaş      | 2:2           | T. Hamedi     | DSQ           | Gold |

### Leichtathletik
Laufen und Gehen 
| Athleten        | Wettbewerb | Vorlauf | Vorlauf | Runde 1 | Runde 1 | Halbfinale    | Halbfinale    | Finale        | Finale        | Rang          |
| Athleten        | Wettbewerb | Zeit    | Rang    | Zeit    | Rang    | Zeit          | Rang          | Zeit          | Rang          | Rang          |
| --------------- | ---------- | ------- | ------- | ------- | ------- | ------------- | ------------- | ------------- | ------------- | ------------- |
| Frauen          |            |         |         |         |         |               |               |               |               |               |
| Farzaneh Fasihi | 100 m      | 11,76 s | 1       | 11,79 s | 8       | ausgeschieden | ausgeschieden | ausgeschieden | ausgeschieden | ausgeschieden |
| Männer          |            |         |         |         |         |               |               |               |               |               |
| Hassan Taftian  | 100 m      | —       | —       | 10,19 s | 4       | ausgeschieden | ausgeschieden | ausgeschieden | ausgeschieden | ausgeschieden |

 Springen und Werfen 
| Athleten     | Wettbewerb | Qualifikation | Qualifikation | Finale        | Finale        | Rang |
| Athleten     | Wettbewerb | Weite/Höhe    | Rang          | Weite/Höhe    | Rang          | Rang |
| ------------ | ---------- | ------------- | ------------- | ------------- | ------------- | ---- |
| Männer       |            |               |               |               |               |      |
| Ehsan Hadadi | Diskuswurf | 58,98 m       | 26            | ausgeschieden | ausgeschieden | 26   |

### Radsport

#### Straße
| Athleten         | Wettbewerb       | Zeit         | Rang |
| ---------------- | ---------------- | ------------ | ---- |
| Männer           |                  |              |      |
| Saeid Safarzadeh | Straßenrennen    | DNF          | –    |
| Saeid Safarzadeh | Einzelzeitfahren | 1:05:14,62 h | 35   |

### Ringen

#### Freier Stil
Legende: G = Gewonnen, V = Verloren, S = Schultersieg
| Athleten             | Wettbewerb        | Achtelfinale     | Achtelfinale | Viertelfinale  | Viertelfinale | Halbfinale       | Halbfinale    | Hoffnungsrunde Halbfinale | Hoffnungsrunde Halbfinale | Hoffnungsrunde Finale | Hoffnungsrunde Finale | Finale        | Finale        | Rang   |
| Athleten             | Wettbewerb        | Gegner           | Ergebnis     | Gegner         | Ergebnis      | Gegner           | Ergebnis      | Gegner                    | Ergebnis                  | Gegner                | Ergebnis              | Gegner        | Ergebnis      | Rang   |
| -------------------- | ----------------- | ---------------- | ------------ | -------------- | ------------- | ---------------- | ------------- | ------------------------- | ------------------------- | --------------------- | --------------------- | ------------- | ------------- | ------ |
| Männer               |                   |                  |              |                |               |                  |               |                           |                           |                       |                       |               |               |        |
| Reza Atrinagharchi   | Klasse bis 57 kg  | S. Atlı          | G 3:2        | Erdenebatyn B. | 5:1           | S. Ugujew        | V 3:8         | —                         | —                         | T. Gilman             | V 1:9                 | ausgeschieden | ausgeschieden | 5      |
| Morteza Ghiasi       | Klasse bis 65 kg  | H. Dakhlaoui     | G 5:1        | Bajrang        | V 1:2S        | ausgeschieden    | ausgeschieden | ausgeschieden             | ausgeschieden             | ausgeschieden         | ausgeschieden         | ausgeschieden | ausgeschieden | 8      |
| Mostafa Hosseinkhani | Klasse bis 74 kg  | K. D. Dake       | V 0:4        | ausgeschieden  | ausgeschieden | ausgeschieden    | ausgeschieden | ausgeschieden             | ausgeschieden             | ausgeschieden         | ausgeschieden         | ausgeschieden | ausgeschieden | 15     |
| Hassan Yazdani       | Klasse bis 86 kg  | J. Shapiev       | G 11:2       | S. Reichmuth   | G 12:1        | A. Naifonow      | G 7:1         | —                         | —                         | —                     | —                     | D. M. Taylor  | V 3:4         | Silber |
| Mohammad Mohammadian | Klasse bis 97 kg  | E. Odikadse      | V 3:6        | ausgeschieden  | ausgeschieden | ausgeschieden    | ausgeschieden | ausgeschieden             | ausgeschieden             | ausgeschieden         | ausgeschieden         | ausgeschieden | ausgeschieden | 13     |
| Amir Hossein Zare    | Klasse bis 125 kg | O. Chozjaniwskyj | G 7:0        | E. Shala       | G 13:2        | G. Petriaschwili | V 3:6         | —                         | —                         | Deng Z.               | G 5:0                 | ausgeschieden | ausgeschieden | Bronze |

#### Griechisch-römischer Stil
Legende: G = Gewonnen, V = Verloren, S = Schultersieg
| Athleten             | Wettbewerb        | Achtelfinale   | Achtelfinale | Viertelfinale | Viertelfinale | Halbfinale    | Halbfinale    | Hoffnungsrunde Halbfinale | Hoffnungsrunde Halbfinale | Hoffnungsrunde Finale | Hoffnungsrunde Finale | Finale        | Finale        | Rang   |
| Athleten             | Wettbewerb        | Gegner         | Ergebnis     | Gegner        | Ergebnis      | Gegner        | Ergebnis      | Gegner                    | Ergebnis                  | Gegner                | Ergebnis              | Gegner        | Ergebnis      | Rang   |
| -------------------- | ----------------- | -------------- | ------------ | ------------- | ------------- | ------------- | ------------- | ------------------------- | ------------------------- | --------------------- | --------------------- | ------------- | ------------- | ------ |
| Männer               |                   |                |              |               |               |               |               |                           |                           |                       |                       |               |               |        |
| Alireza Nejati       | Klasse bis 60 kg  | A. Melikjan    | V 5:5        | ausgeschieden | ausgeschieden | ausgeschieden | ausgeschieden | ausgeschieden             | ausgeschieden             | ausgeschieden         | ausgeschieden         | ausgeschieden | ausgeschieden | 10     |
| Mohammadreza Geraei  | Klasse bis 67 kg  | J. Horta       | G 8:0        | F. Stäbler    | G 5:5         | R. Soidse     | G 6:1         | —                         | —                         | —                     | —                     | P. Nassibow   | G 9:1         | Gold   |
| Mohammadali Geraei   | Klasse bis 77 kg  | Y. Peña        | G 7:3        | B. Starčević  | G 5:5         | T. Lőrincz    | V 5:6         | —                         | —                         | S. Yabiku             | V 3:13                | ausgeschieden | ausgeschieden | 5      |
| Mohammad Hadi Saravi | Klasse bis 97 kg  | A. Boudjemline | G 9:0        | K. Milow      | G 6:0         | A. Aleksanjan | V 1:4         | —                         | —                         | A. Savolainen         | G 9:2                 | ausgeschieden | ausgeschieden | Bronze |
| Amin Mirzazadeh      | Klasse bis 130 kg | Kim M.-s.      | G 6:0        | M. López      | V 0:8         | ausgeschieden | ausgeschieden | A. Alexuc-Ciurariu        | G 5:1                     | R. Kayaalp            | V 2:7                 | ausgeschieden | ausgeschieden | 5      |

### Rudern
| Athleten       | Wettbewerb | Vorlauf     | Vorlauf | Vorlauf       | Hoffnungslauf | Hoffnungslauf | Hoffnungslauf | Viertelfinale | Viertelfinale | Viertelfinale  | Halbfinale  | Halbfinale | Halbfinale    | Finale      | Finale | Rang |
| Athleten       | Wettbewerb | Zeit        | Platz   | Qualifikation | Zeit          | Platz         | Qualifikation | Zeit          | Platz         | Qualifikation  | Zeit        | Platz      | Qualifikation | Zeit        | Platz  | Rang |
| -------------- | ---------- | ----------- | ------- | ------------- | ------------- | ------------- | ------------- | ------------- | ------------- | -------------- | ----------- | ---------- | ------------- | ----------- | ------ | ---- |
| Frauen         |            |             |         |               |               |               |               |               |               |                |             |            |               |             |        |      |
| Nazanin Malaei | Einer      | 7:59,01 min | 3       | Viertelfinale | –             | –             | –             | 8:07,32 min   | 3             | Halbfinale A/B | 7:45,52 min | 6          | Finale B      | 7:42,57 min | 5      | 11   |

### Schießen
| Athleten                        | Wettbewerb                                 | Qualifikation   | Qualifikation | Finale          | Finale        | Rang |
| Athleten                        | Wettbewerb                                 | Ringe/ Scheiben | Rang          | Ringe/ Scheiben | Rang          | Rang |
| ------------------------------- | ------------------------------------------ | --------------- | ------------- | --------------- | ------------- | ---- |
| Frauen                          |                                            |                 |               |                 |               |      |
| Fatemeh Karamzadeh              | 10 m Luftgewehr                            | 624,9           | 23            | ausgeschieden   | ausgeschieden | 23   |
| Armina Sadeghian                | 10 m Luftgewehr                            | 622,6           | 30            | ausgeschieden   | ausgeschieden | 30   |
| Hanieh Rostamian                | 10 m Luftpistole                           | 576             | 10            | ausgeschieden   | ausgeschieden | 10   |
| Hanieh Rostamian                | 25 m Sportpistole                          | 577             | 28            | ausgeschieden   | ausgeschieden | 28   |
| Fatemeh Karamzadeh              | 50 m Kleinkalibergewehr Dreistellungskampf | 1163            | 22            | ausgeschieden   | ausgeschieden | 22   |
| Najmeh Khedmati                 | 50 m Kleinkalibergewehr Dreistellungskampf | 1165            | 18            | ausgeschieden   | ausgeschieden | 18   |
| Männer                          |                                            |                 |               |                 |               |      |
| Mahyar Sedaghat                 | 10 m Luftgewehr                            | 629,1           | 9             | ausgeschieden   | ausgeschieden | 9    |
| Javad Foroughi                  | 10 m Luftpistole                           | 580             | 5             | 244,8           | 1             | Gold |
| Mahyar Sedaghat                 | 50 m Kleinkalibergewehr Dreistellungskampf | 1168            | 20            | ausgeschieden   | ausgeschieden | 20   |
| Mixed                           |                                            |                 |               |                 |               |      |
| Najmeh Khedmati Mahyar Sedaghat | 10 m Luftgewehr                            | 624,9           | 15            | ausgeschieden   | ausgeschieden | 15   |
| Javad Foroughi Hanieh Rostamian | 10 m Luftpistole                           | 575             | 8             | 382             | 5             | 5    |

### Schwimmen
| Athleten      | Wettbewerb          | Vorlauf     | Vorlauf | Halbfinale    | Halbfinale    | Finale        | Finale        | Rang |
| Athleten      | Wettbewerb          | Zeit        | Rang    | Zeit          | Rang          | Zeit          | Rang          | Rang |
| ------------- | ------------------- | ----------- | ------- | ------------- | ------------- | ------------- | ------------- | ---- |
| Männer        |                     |             |         |               |               |               |               |      |
| Matin Balsini | 200 m Schmetterling | 1:59,97 min | 33      | ausgeschieden | ausgeschieden | ausgeschieden | ausgeschieden | 33   |

### Taekwondo
| Athleten           | Wettbewerb       | Achtelfinale | Achtelfinale | Viertelfinale | Viertelfinale | Hoffnungsrunde Halbfinale | Hoffnungsrunde Halbfinale | Halbfinale    | Halbfinale    | Hoffnungsrunde Finale | Hoffnungsrunde Finale | Finale        | Finale        | Rang |
| Athleten           | Wettbewerb       | Gegner       | Erg.         | Gegner        | Erg.          | Gegner                    | Erg.                      | Gegner        | Erg.          | Gegner                | Erg.                  | Gegner        | Erg.          | Rang |
| ------------------ | ---------------- | ------------ | ------------ | ------------- | ------------- | ------------------------- | ------------------------- | ------------- | ------------- | --------------------- | --------------------- | ------------- | ------------- | ---- |
| Frauen             |                  |              |              |               |               |                           |                           |               |               |                       |                       |               |               |      |
| Nahid Kiani        | Klasse bis 57 kg | K. Alisadeh  | 9:18         | ausgeschieden | ausgeschieden | ausgeschieden             | ausgeschieden             | ausgeschieden | ausgeschieden | ausgeschieden         | ausgeschieden         | ausgeschieden | ausgeschieden | 17   |
| Männer             |                  |              |              |               |               |                           |                           |               |               |                       |                       |               |               |      |
| Armin Hadipour     | Klasse bis 58 kg | J. Ochoa     | 22:19        | L. Guzmán     | 6:26          | ausgeschieden             | ausgeschieden             | ausgeschieden | ausgeschieden | ausgeschieden         | ausgeschieden         | ausgeschieden | ausgeschieden | 9    |
| Mirhashem Hosseini | Klasse bis 68 kg | Huang Y.-j.  | 18:15        | U. Rashitov   | 22:34         | Lee D.-h.                 | 21:30                     | ausgeschieden | ausgeschieden | ausgeschieden         | ausgeschieden         | ausgeschieden | ausgeschieden | 7    |

### Tischtennis
| Athleten     | Wettbewerb | 1. Runde       | 1. Runde | 2. Runde      | 2. Runde      | 3. Runde      | 3. Runde      | Achtelfinale  | Achtelfinale  | Viertelfinale | Viertelfinale | Halbfinale    | Halbfinale    | Finale/Platz 3 | Finale/Platz 3 | Rang  |
| Athleten     | Wettbewerb | Gegner         | Erg.     | Gegner        | Erg.          | Gegner        | Erg.          | Gegner        | Erg.          | Gegner        | Erg.          | Gegner        | Erg.          | Gegner         | Erg.           | Rang  |
| ------------ | ---------- | -------------- | -------- | ------------- | ------------- | ------------- | ------------- | ------------- | ------------- | ------------- | ------------- | ------------- | ------------- | -------------- | -------------- | ----- |
| Männer       |            |                |          |               |               |               |               |               |               |               |               |               |               |                |                |       |
| Nima Alamian | Einzel     | Paul Drinkhall | 1:4      | ausgeschieden | ausgeschieden | ausgeschieden | ausgeschieden | ausgeschieden | ausgeschieden | ausgeschieden | ausgeschieden | ausgeschieden | ausgeschieden | ausgeschieden  | ausgeschieden  | 49–64 |

### Volleyball
| Wettbewerb    | Männer |
| ------------- | --- |
| Athleten      | Milad Ebadipour Saeid Marouf Seyed Mohammad Mousavi Masoud Gholami Amir Ghafour Saber Kazemi Morteza Sharifi Ali Asghar Mojarrad Meysam Salehi Mahdi Marandi Arman Salehi Javad Karimi |
| Trainer       | Wladimir Alekno |
| Gruppenphase  | Polen (3:2) Venezuela (3:0) Kanada (0:3) Italien (1:3) Japan (2:3) |
| Viertelfinale | ausgeschieden |
| Halbfinale    | ausgeschieden |
| Finale        | ausgeschieden |
| Platzierung   | 9 |